# 王道直 (嘉靖進士)
王道直（1517年—？年），字子繩，陝西西安府咸陽縣人，明朝政治人物。治《易經》。

## 生平
嘉靖十三年（1534年）甲午科陕西鄉試第三名舉人，嘉靖二十九年（1550年）庚戌科會試第一百七十七名，廷試三甲第六十七名進士。官按察司佥事。

## 家族
曾祖王整；祖王才，封文林郎監察御史 贈中憲大夫按察司副使；父王獻，山西布政司左參政；母馮氏（封孺人 加封恭人）。慈侍下。兄道正（監生），弟道平；道寬；道純；道成；道公。